# Санкт-Петербургский военный университет связи
Санкт-Петербургский военный университет связи — военное образовательное учреждение высшего профессионального образования, готовившее офицеров специалистов связи и АСУ. Закрыто в 2000 году.

## История
- Июль 1941 года — На базе Ленинградского политехнического института имени М. И. Калинина созданы курсы радистов-танкистов при учебном центре Автобронетанкового управления в городе Ленинграде. Начальником курсов стрелков-радистов был назначен военный инженер 2-го ранга Григорий Петрович Александров. Для курсов отвели часть помещений Политехнического института. Первый выпуск был отправлен на фронт через месяц.
- Январь 1942 года — Принято решение о перебазировании курсов из блокадного Ленинграда в Москву. Перебазирование продолжалось 13 суток.
- Февраль 1942 года — На базе курсов сформирован учебный батальон по подготовке радиоспециалистов при учебном полку резерва начальствующего состава автобронетанковых войск Красной Армии.
- 11 июня 1942 года — Директивой заместителя Народного комиссара обороны радио-батальон был выведен из состава учебного полка и реорганизован в школу радиоспециалистов бронетанковых и механизированных войск. В штат школы входили 3 батальона по подготовке младших радиоспециалистов со сроком обучения 1-3 месяца, и курсы по подготовке средних и старших командиров-связистов бронетанковых и механизированных войск со сроком обучения 1-6 месяцев.
- 30 октября 1943 года — Школа переведена на новые штаты, так как к концу 1943 года из танковых экипажей были исключены стрелки-радисты (на радиостанциях стали работать командиры танков).
- 6 ноября 1943 года — Школе радиоспециалистов бронетанковых и механизированных войск от имени Президиума Верховного Совета СССР было вручено Боевое Знамя. Таким образом Школа стала самостоятельной частью РККА.
- Июль 1944 года — 1 июля скончался один из основателей школы — её начальник Г. П. Александров. 19 июля новый начальником школы был назначен инженер-подполковник Владимир Станиславович Равдоник.
- 1945 год — В апреле произведен последний выпуск офицеров и сержантов — специалистов военного времени. 10 августа вместо ушедшего в запас В. С. Равдоника начальником школы был назначен гвардии полковник Иван Николаевич Вегерчук.
- 1946 год — 4 января школу возглавил кандидат технических наук генерал-майор войск связи Василий Михайлович Говядкин. 6 мая школа была переведена на штаты мирного времени и сроком обучения для офицеров 2 года, и для сержантов — полгода. В июне школа была временно переведена в город Мичуринск Тамбовской области.
- 1947 год — В мае школа переведена в город Горький, где 25 сентября был произведен первый послевоенный выпуск молодых офицеров-радиотехников в звании «техник-лейтенант». 26 сентября начальником школы был назначен генерал-майор войск связи Сергей Сергеевич Монастырев.
- Август 1951 года — Приказом Военного министра СССР школа радиоспециалистов БТ и МВ СА была подчинена начальнику войск связи и переформирована в Горьковское военное училище связи с трёхгодичным обучением. Начальником училища осенью 1951 года был назначен полковник Федор Ефимович Омельчук.
- Сентябрь 1952 года — В училище были переведены годичные курсы по подготовке техников связи из расформированного Ленинградского военного училища связи имени Ленсовета в составе 150 курсантов и 11 человек постоянного офицерского состава.
- 19 апреля 1955 года — Начальником училища назначен генерал-майор войск связи Иван Иванович Волков.
- 4 августа 1958 года — подготовка таких специалистов АСУ для войск ПВО была возложена на Горьковское военное училище связи.
- 1 июня 1959 года — Начальником училища назначен полковник Иван Николаевич Тюльга.
- 11 февраля 1962 года — Начальником училища назначен полковник Александр Давыдович Фетисов.
- 13 октября 1965 года — Начальником училища назначен генерал-майор войск связи Михаил Терентьевич Черноус.
- Июль 1970 года — В соответствии с приказом Министра обороны СССР училище преобразовано в Горьковское высшее военное командное училище связи и с 1970/1971 учебного года приступило к подготовке офицеров с высшим образованием с 4-годичным сроком обучения. Пополнение училища преподавательским составом проводилось главным образом за счет офицеров ВАС.
- 16 марта 1971 года — Начальником училища назначен генерал-майор войск связи Юрий Эдуардович Киселло.
- 3 ноября 1973 года — Начальником училища назначен полковник-инженер Евгений Александрович Ермолаев.
- 5 марта 1974 года — В соответствии с директивой Генштаба ВС СССР Горьковское высшее военное командное училище связи с 30 апреля 1974 преобразовывалось и передислоцировалось в Ленинград. Училищу устанавливается наименование Ленинградское высшее военное инженерное училище связи.
- Лето 1974 года — Для первого набора курсантов Училища был создан нештатный курсантский факультет ВАС (№ 8), который возглавил полковник Н. А. Коничев, назначенный впоследствии заместителем начальника училища по учебной и научной работе. Училище должно было разместиться в зданиях на Суворовском проспекте и улице Парадной. Исторически эту территорию всегда занимали части военного ведомства. С середины XVIII века корпуса на улице Парадной был расквартирован Лейб-гвардии Преображенский полк. Основное же здание на Суворовском проспекте было построено в 1900—1901 годах по проекту архитектора А. И. Гогена для академии Генерального штаба русской армии.
- 19 августа 1974 года — Училище преобразовано из военного командного в военное инженерное с пятилетним сроком обучения. Училищу установили наименование «Ленинградское высшее военное инженерное училище связи» (ЛВВИУС). Курсанты стали носить чёрные погоны, окантованные белым басоном. Последний выпуск офицеров командного профиля, состоялся в 1977 году.
- 19 марта 1978 года — Приказом Министра обороны СССР № 67 училищу присвоено почетное наименование «имени Ленсовета».
- 26 июня 1979 года — В училище произведен первый выпуск лейтенантов-инженеров. На парадной форме они носили серебряные погоны.
- Апрель 1980 года — Введена в строй новая столовая для питания курсантов в одну смену. С этого года на фоне столовой фотографируются вместе с командованием почти все выпускающиеся курсы.
- Июнь 1989 — Открыта адъюнктура в училище со штатной численностью 15 офицеров. В июне в адъюнктуру приняты первые 5 человек.
- Октябрь 1989 года — Ушёл на заслуженный отдых генерал-лейтенант Евгений Александрович Ермолаев. Начальником училища назначен полковник Степан Романович Лигута.
- Декабрь 1989 года — Учрежден памятный нагрудный знак «Ветеран ЛВВИУС имени Ленсовета», которым были удостоены свыше 250 человек.
- Осень 1991 год — В связи с переименованием города Ленинград в Санкт-Петербург и упразднением Советов народных депутатов училище получило новое наименование «Санкт-Петербургское высшее военное инженерное училище связи».
- Июль 1995 года — Начальником училища назначен генерал-майор Георгий Степанович Дулгеров.
- Июнь 1997 года — В связи с сокращением Вооруженных Сил набор во все военные ВУЗы, в том числе и в СПВВИУС был сокращен в 2 раза.
- 1 ноября 1998 года — В соответствии с Постановлением Правительства РФ от 29 августа 1998 г. № 1009 «О военных образовательных учреждениях профессионального образования МО РФ», подписанном и. о. премьер-министра В. С. Черномырдиным, и приказом МО РФ № 417 от 27 сентября 1998 г. «О реорганизации и ликвидации военных образовательных учреждений профессионального образования МО РФ», подписанном министром обороны РФ маршалом И. Д. Сергеевым, оставшиеся подразделения училища стали именоваться 4-м факультетом Военного университета связи, созданного на базе ВАС. Родственные кафедры училища и ВАС были объединены. При этом общее сокращение штата кафедр обоих ВВУЗов составило 2-3 раза.
- Август 2000 года — Несмотря на ликвидацию училища в рамках Минобороны РФ, юридически и фактически 4-й факультет до лета 2000 года продолжал существовать достаточно автономно на территории бывшего СПбВВИУС. В обиходе эту территорию все продолжали называть училищем. Начальником факультета оставался генерал-майор Г. С. Дулгеров. Выпускники 1999 и 2000 годов получили дипломы об окончании СПбВВИУС с гербовой печатью училища. Примечательно, что последние два выпуска были досрочными. Выпуск 1999 года состоялся в конце марта (почти на 3 месяца раньше традиционной середины июня). Церемония выпуска 2000 года проведена 27 февраля. После юридического преобразования Военной академии связи в Военный университет связи училище перестало существовать. Боевое Знамя ЛВВИУС имени Ленсовета было передано в музей. 27 сентября 2000 г. ушел на пенсию и последний начальник училища генерал-майор Г. С. Дулгеров.

## Исторические названия
- Июль 1941 — 11 июня 1942 — Курсы радистов-танкистов при учебном центре Автобронетанкового управления в городе Ленинграде
- 11 июня 1942 — Август 1951 — Школа радиоспециалистов бронетанковых и механизированных войск Красной Армии
- Август 1951 — Июль 1970 — Горьковское военное училище связи (ГВУС)
- Июль 1970 — Март 1974 — Горьковское высшее военное командное училище связи (ГВВКУС)
- Март 1974 — август 1974 — Ленинградское высшее военное училище связи (ЛВВУС)
- Август 1974—1991 год — Ленинградское высшее военное инженерное училище связи (ЛВВИУС)
- 1991 — ноябрь 1998 года Санкт-Петербургское высшее военное инженерное училище связи (СПВВИУС)
- Ноябрь 1998 — 9 июля 2004 года: 4 факультет Санкт-Петербургского военного университета связи
- Июль 2004 года — Военная академия связи им. С. М. Будённого

## Интересные факты
- Перед корпусом управления расположена скульптура льва, единственная в Санкт-Петербурге статуя льва, где животное изображено спящим.
- Относительно цвета погон: еще царские офицеры-инженеры носили серебряные погоны (назывались «березовые офицеры») в отличие от командиров, у которых погоны были золотыми. В декабре 1980 года все инженерные училища были переведены на 5-летнюю систему обучения и погоны у всех курсантов стали желтыми, а у офицеров на парадной форме — золотыми.